# Ряхово (Владимирська область)
Ряхово (рос. Ряхово) — село у Камєшковському районі Владимирської області Російської Федерації.
Входить до складу муніципального утворення Сергеїхінське сільське поселення. Населення становить 35 осіб (2010).

## Історія
Село розташоване на землях фіно-угорського народу мещери.
Від 1940 року належить до Камєшковського району. Спочатку у складі Івановської області, а від 1944 року — Владимирської області.
Згідно із законом від 11 травня 2005 року входить до складу муніципального утворення Сергеїхінське сільське поселення.

## Населення
| 1859 | 1897 | 1905  | 1926  | 2002 | 2010 |
| ---- | ---- | ----- | ----- | ---- | ---- |
| 580  | ↗858 | ↗1010 | ↗1157 | ↘67  | ↘35  |